# بطولة ريو ساو باولو
بطولة ريو ساو باولو (بالبرتغالية: Rio – São Paulo‏) كانت مسابقة كرة قدم برازيلية تقليدية تم التنافس عليها بين فرق ساو باولو وريو دي جانيرو من عام 1933 إلى عام 1966، وفي عام 1993 ومن عام 1997 إلى عام 2002.